# Michael Raeburn
Pour les articles homonymes, voir Raeburn.
Michael Raeburn est un réalisateur, scénariste et producteur sud-africain.

## Biographie
Michael Raeburn est né le 22 janvier 1953 au Caire en Égypte d'un père anglais et d'une mère égyptienne.

## Filmographie

### Comme réalisateur
- 1981 : The Grass Is Singing (film)
- 1990 : Jit (film)
- 2000 : Vent de colère (film)
- 2001 : Home Sweet Home (film)
- 2008 : Triomf (film)

### Comme scénariste
- 1981 : The Grass Is Singing (film)
- 1990 : Jit (film)
- 2000 : Vent de colère (film)
- 2008 : Triomf (film)
- 2015 : The Smoke That Thunders (film)